# 川內站 (岩手縣)
川內車站（日语：／ Kawauchi eki */?）是位於日本岩手縣宮古市，屬於東日本旅客鐵道（JR東日本）山田線的車站。本站為與鹿兒島本線的川內站區別，因此會在發售車票上標註為「（山）川内」。

## 车站布局
本站為無人站。設有侧式月台和一个岛式月台，共有2条股道。月臺以平交道连接到站房。 
本站原先本站有三條股道，其中三號股道用於本站改變行進方向列車之用。後來山田線改變閉塞方式，同時使站內布局合理化，停用3號股道，由2號股道作為折返列車使用。每天上下行各有兩班車以本站為到發站。 

### 月臺
| 股線 | 路線    | 方向 | 行先           | 備考                    |
| ---- | ------- | ---- | -------------- | ----------------------- |
| 1    | ■山田線 | 下行 | 茂市、宮古方面 | 本站發車列車使用2號股道 |
| 2    | ■山田線 | 上行 | 盛岡方面       |                         |

## 历史
- 1933年11月30日：開業[3][1]。
- 1946年11月26日：山田線因風災中斷，本站停業。
- 1954年11月21日：重新開業[1]。
- 1973年1月1日：停止貨運服務。
- 1987年4月1日：日本國鐵私有化，本站轉由東日本旅客鐵道營運。[1]。
- 2018年：

- 3月25日：盛岡 - 宮古間改用特殊自動閉塞，本站3號股道停用，成為二月臺、二股線配置。
- 4月22日：盛岡 - 宮古間中央控制行車完工，本站改為無人站。本站由宮古站站長管理。

- 2019年3月23日：宮古站轉由三陸鐵道管理，本站改由盛岡站站長管理。[7]。

## 旅客统计
在2017年度，该站平均每天有8名乘客使用（仅計登車乘客）。 

## 相鄰車站
東日本旅客鐵道（JR東日本）
■山田線
□快速「谷灣」
通過
■普通
松草－*平津戶－川内－箱石
*刪除線為廢站。